# NGC 2950
NGC 2950 este o galaxie lenticulară situată în constelația Ursa Mare. A fost descoperită în 19 martie 1790 de către William Herschel. Se află la o distanță de 15,28 megaparseci de Pământ.